# Carica candicans
Carica candicans là một loài thực vật có hoa trong họ Caricaceae. Loài này được A.Gray mô tả khoa học đầu tiên năm 1854.